# Pouchoir
Con pouchoir o pochoir si intende una tecnica di coloritura manuale di cartoline postali, illustrate o fotografiche.

## Storia
Il pouchoir fu particolarmente utilizzato per realizzare le cartoline colorate negli anni venti, spesso partendo da materiali fotografici preesistenti, in bianco e nero, che venivano ricolorati per "rinfrescare" l'immagine, o per colorare illustrazioni di partenza in bianco e nero.
La tecnica del pouchoir però esisteva già da tempo: probabilmente, il suo uso sulle cartoline postali ricalcò l'uso che se ne faceva già sulle carte da gioco del XIV secolo, per qualcuno le vere antenate delle cartoline illustrate. Il pouchoir venne inoltre usato per realizzare le famose "Images d'Épinal" (immagini di Épinal) prodotte nella seconda metà dell'Ottocento nella cittadina omonima, a loro volta stampe a diffusione popolare che sono oggi considerate tra i precursori del fumetto.
In seguito, le cartoline postali si affiancarono alle carte al bromuro prima che si sviluppasse la tecnica di colorazione dell'eliografia.

## La tecnica
La tecnica consiste nella realizzazione, sulla base delle aree della fotografia o dell'illustrazione da colorare, di stampini ritagliati e sagomati all'interno, con una tecnica, diremmo oggi, simile allo stencil (da cui probabilmente mutua il nome, in francese pochoir) e alla serigrafia. Tali stampini erano realizzati o con cartoncino impermeabilizzato con paraffina oppure con sottilissime lamine di rame o zinco.
Una volta create le sagome, per ciascun colore si seguiva questo procedimento: la sagoma ritagliata veniva sovrapposta alla cartolina, a questo punto veniva stesa una mano di colore, a spruzzo oppure a pennello; in questo modo, il colore aderiva alle parti a vista della cartolina, senza intaccare le altre. L'effetto di coloritura creava spesso un senso di irrealtà per la rigidità dei colori applicati e dei contorni colorati, spesso non perfettamente sovrapposti ai contorni delle figure rappresentate.